# Мідеплавильний завод у Валлару

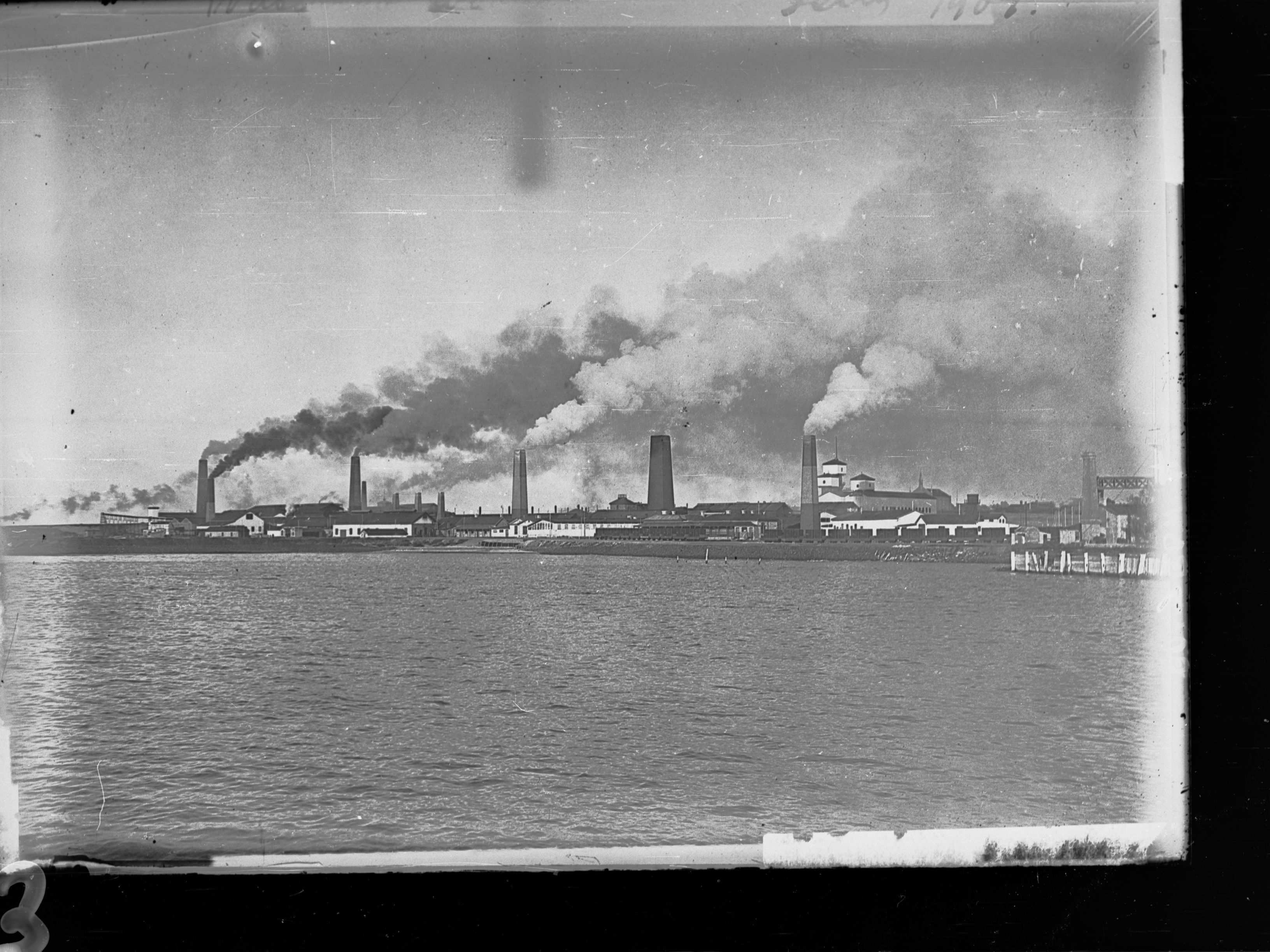
Димарі заводу, знімок 1900 року

Мідеплавильний завод у Валлару – колишній виробничий майданчик у австралійському місті Валлару.
Завод почав роботу в 1861 році для обслуговування копалень Валлару та Мунта, мідну руду з яких доправляли у вагонетках за допомогою коней. В 1862-му відправили першу партію міді, а станом на 1868 рік завод щотижня виробляв біля сотні тонн цього металу. В 1901-му виготовили 6 тисяч тонн міді, для чого переробили 41 тисячу тонн руди. Відносно технології можливо відзначити, що тривалий час викристовували відбивні печі, а в 1910-му також освоїли бесемерівський процес. 
Майданчик знаходився неподалік від узбережжя, де облаштували порт Валлару. Через останній отримували необхідне заводу вугілля, яке зазвичай походило з Ньюкаслу, та провадили відправку готової продукції.
Первісно мідеплавильний комплекс належав Wallaroo Mining Company, що володіла рудником Валлару. В 1890-му воно об’єдналась з Moonta Mining, яка розробляла копальню Мунта, унаслідок чого виникла Wallaroo and Moonta Mining and Smelting Company.
Об’єднана компанія зробила значні інвестиції у розвиток виробництва, зокрема, на майданчику освоїли виробництво додаткових продуктів, для чого з різних штатів домініону – не лише Південної Австралії, а й Західної Австралі, Тасманії та Квінсленду – доправляли золото- та срібновмісні руди. Відомо, що в 1901-му у Валлару переробили біля 2000 тонн таких руд (з них лише 150 тонн надійшли з рудника Валлару), при цьому вилучили 0,235 тонни золота та 9,1 тонни срібла. Ще одним супутнім продуктом був сульфат міді, якого в тому ж 1901-му отримали 555 тонн. В 1899-му запустили печі, що мали продукувати свинець, проте вже у 1902-му на тлі падіння цін та зависоких витрат цей напрямок закрили.
Плавка сульфідної руди призводила до утворення великих обсягів оксиду сірки. Наприкінці XIX століття цю шкідливу для довкілля речовину почали утилізувати з випуском сульфатної кислоти, яку споживав розташований поруч суперфосфатний завод компанії Wallaroo Phosphate Company, що почав роботу в 1899 році. Станом на 1902-й контракт передбачав поставку 4000 тонну кислоти на рік.
Після Першої світової війни ціни на мідь сильно впали, що в 1923-му призвело до закриття обох мідних рудників. Плавильний завод ще певний час продовжував роботу на існуючих запасах руди, проте в 1926-му також остаточно зупинився. За всю історію розробки рудники Валлару та Мунта видали 335 тисяч тонн міді, при цьому 332,6 тисяч тонн була вилучені з руди саме на плавильному заводі у Валлару (певні обсяги бідної руди могли відправляти на завод у Ньюкаслі, що діяв до 1893 року).
Цех сульфатної кислоти спробували продати заводу суперфосфату, проте сторони не змогли домовитись про ціну. У підсумку всі споруди плавильного заводу були демонтовані, а частину його майданчику в 1950-х використали для розширення все того ж виробництва добрив. Один з димарів зберігся та наразі занесений до списку культурної спадщини.